# Loxoporetes
Loxoporetes is een geslacht van spinnen uit de  familie van de Thomisidae (krabspinnen).

## Soorten
- Loxoporetes colcloughi (Rainbow, 1912)[1]
- Loxoporetes nouhuysii Kulczynski, 1911